# Mortuus
Mortuus ist eine schwedische Black-/Death-Metal-Band.

## Geschichte
Mortuus nahm die 7”-Single Silence Sang the Praise of Death auf, die 2005 von The Ajna Offensive veröffentlicht wurde. Die Musiker lösten das Projekt nach der Aufnahme auf; als sie sich jedoch erneut durch dieses Medium ausdrücken wollten, reanimierten sie Mortuus. Dem folgte das 2007 ebenfalls von The Ajna Offensive veröffentlichte Album De contemplanda morte (De reverencie laboribus ac adorationis).

## Stil
Die Single der Band enthält eine Beschreibung von Mortuus als „the primitive expression“ (‚der primitive Ausdruck‘). Ein Mitglied der Band äußerte, dass Mortuus in musikalischer Hinsicht wirklich primitiv sei, nicht aus Mangel an Wissen oder Technik, sondern, weil es ihnen gefalle. Die Texte und die darüber ausgedrückten Ideen seien oft sehr komplex, würden aber durch ein sehr primitives, aber effektives Medium kanalisiert. Laut der Band gibt es zahlreiche Unterschiede zwischen der EP und dem Album, aber die Essenz und Atmosphäre seien die gleiche. Der Stil der Band verbindet die „unvergleichlich beklemmende Atmosphäre des Black Metal, sinistre Klänge und zutiefst okkulte und nihilistische lyrische Themen“ meist mit „schwerfälligem Tempo, langen Akkorden und hallenden Growls“, die an Death Metal und Doom Metal erinnern.

## Ideologie
Auf dem Cover der Single ist ein invertiertes Pentagramm zu sehen; die Musiker sahen das Symbol als repräsentativ für ihren Glauben an, bei dem es sich um Teufelsanbetung handelte. Später gab einer der Musiker jedoch an, inzwischen keine -ismen mehr zu benötigen; es habe keinen Religionswechsel gegeben, es handle sich um eine andere Perspektive gegenüber der höchsten Gottheit. Die Band verehre den Tod und strebe an, im Gott des Todes zu sterben; es gebe kein einzelnes Symbol, das ihren Gott angemessen repräsentieren könne. De contemplanda morte (De reverencie laboribus ac adorationis) ist ein Konzeptalbum, das vom Aufsteigen von den Tiefen der Qlīpōt zum Herzen des Todes handelt.
Die Musiker nutzten keine Pseudonyme, da sie keine Namen auf ihren Veröffentlichungen sehen wollten und kein Interesse an einem hohen Status in der Szene hatten. Sie druckten jedoch Photographien von sich ab, dies laut eigener Aussage, um Spekulationen bezüglich ihrer Identitäten zu vermeiden, und weil ein „halb-anonymes“ Projekt wohl weniger interessant für Diskussionen wäre als ein vollständig anonymes.

## Diskografie
- 2005: Silence Sang the Praise of Death (7”-Single, The Ajna Offensive)
- 2007: De contemplanda morte (De reverencie laboribus ac adorationis) (Album, The Ajna Offensive)
- 2014: Grape of the Vine (Album, The Ajna Offensive)
- 2017: Abigor / Nightbringer / Mortuus / Thy Darkened Shade (Split mit Abigor, Nightbringer und Thy Darkened Shade)
- 2018: Nyctophilia / Dreaming Iblis (Split mit Serpent Noir)
- 2022: Diablerie (Album, W.T.C. Productions)